# 峰愛美
峰 愛美（みね まなみ、2003年9月11日 - ）は、日本の女子ラグビーユニオン選手。

## プロフィール
- ポジションはプロップ(PR)、フッカー(HO)。
- 身長 163cm、体重 76kg
- 女子日本代表キャップは1。（2023年5月現在）

## 略歴
長崎ラグビースクール出身。
2022年、佐賀工業高校卒業後、日本体育大学に入る。
2023年5月28日に行われた女子アジアラグビーチャンピオンシップ2023決勝戦女子カザフスタン代表戦にて途中出場で女子日本代表初キャップを獲得した。